# Годзилла (фильм, 2014)
«Годзи́лла» (англ. Godzilla) — американский фильм о монстрах 2014 года режиссёра Гарета Эдвардса.
Это двадцать девятый фильм о Годзилле, и второй американский перезапуск японской франшизы после «Годзиллы» Р. Эммериха, снятого в 1998 году. Фильм дал старт медиафраншизе MonsterVerse. Выход картины был приурочен к шестидесятилетию франшизы про Годзиллу, в 2019 году вышло продолжение — «Годзилла 2: Король монстров».
В России премьера состоялась 14 мая 2014 года.

## Сюжет
1999 год. Доктора Исиро Сэризава, Вивьен Грэм и другие учёные на Филиппинах обнаруживают целый скелет огромного неизвестного существа. Как предполагают учёные, он погиб два миллиона лет назад. Исследовав пещеру, команда обнаруживает дыру, из которой недавно кто-то вылез, и огромный след, уходящий в море.
В то же время инженер Джо Броуди отправляется вместе со своей женой, Сандрой Броуди, на АЭС близ Токио. Он должен выяснить причину сейсмических толчков, которые приближаются к городу. Во время работы происходит землетрясение, радиоактивный пар выходит из зоны реактора, и Джо приходится пожертвовать командой Сандры и ею самой ради безопасности города. АЭС полностью разрушается.
Спустя 15 лет повзрослевший сын Джо, Форд Броуди, военный сапёр, возвращается со службы в Сан-Франциско к своей семье. Однако, в день приезда ему сообщают, что его отца поймали при пересечении карантинной зоны вокруг разрушенной АЭС. Форд прилетает в Токио и вместе с отцом едет в его дом. Там он пытается убедить Джо вернуться. Но он отвергает это предложение, аргументируя свой отказ необходимостью доказать, что АЭС разрушило не землетрясение, а нечто живое, и оно скоро проснётся. Форд долго ругается с отцом, но, не в силах переубедить его, нехотя соглашается нарушить японские законы. Прибыв в карантинную зону, они обнаруживают, что там радиации нет, и спокойно идут к своему старому дому. Там Джо находит старые дискеты с записями сейсмической активности в районе электростанции перед её разрушением. Выйдя на улицу, они замечают пролетающий вертолёт и неизвестную базу, но их арестовывают и увозят на неё.
На базе они обнаруживают кокон, в котором кто-то есть. Доктор Исиро Сэризава контролирует его изучение, но излучаемые существом электромагнитные импульсы начинают учащаться. В комнате для допросов Джо объясняет, что это неизвестное существо очень древнее и может испускать электромагнитные импульсы, которые блокируют или отключают всю электронику, и требует освободить Форда. Сэризава и Грэм обращают внимание на данные, которые очень похожи на данные 1999 года. Во время разговора происходит учащение импульсов, и Сэризава приказывает уничтожить существо с помощью мощных импульсов энергии. Сначала показания жизнедеятельности падают, но потом внезапно возрастают, и из кокона появляется кайдзю, который громит базу и улетает. Соратница Сэризавы и он сам догадываются, что этот кайдзю насыщается радиацией, так как на момент его пробуждения ядерные реакторы базы были истощены.

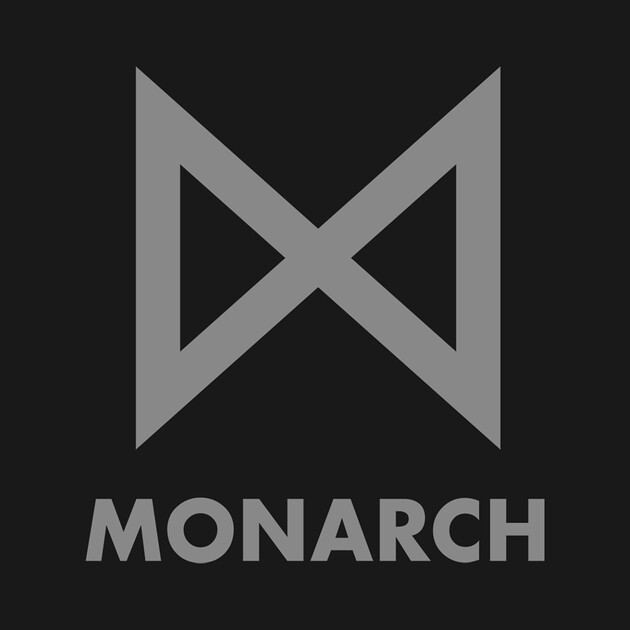
Логотип организации Монарх

Джо едва не погибает при атаке монстра, его увозят на авианосец ВМС США «Саратога», находящийся у берегов Японии. После этого события армия США берёт программу «Монарх» (по исследованию кайдзю) под свой контроль, и даёт Исиро выбрать нужных ему людей. На вертолёте смертельно раненый Джо просит сына вернуться в Сан-Франциско к семье, а затем умирает.
На корабле Сэризава вместе с Грэм пытаются узнать от Форда всё, что он знает об этом кайдзю, именуемым ГННУС (Гигантское Неопознанное Наземное Уникальное Существо), невзирая на то, что он всё-таки ещё и летает. Форд сообщает об эхолокации, которую изучал Джо в последние дни. Это наводит на ту мысль, что ГННУС кого-то зовёт. Сэризава также объясняет, что в 1954 году подобное существо было замечено в Тихом океане подводной лодкой, и его попытались убить с помощью атомной бомбы, прикрыв это атомными испытаниями. На видеозаписях показывают позвоночные выросты Годзиллы, скрытого толщей воды. Учёные считают, что Годзилла будет преследовать кайдзю до тех пор, пока не убьёт его, восстановив тем самым природный баланс.
Форд улетает на Гавайи, а военные фиксируют пропажу подводной лодки пр. 971 «Щука-Б» с ядерными ракетами. Военный отряд армии США ищет монстра на Гавайях и обнаруживают его посередине острова, вместе с подводной лодкой и ядерными ракетами, которые он грыз. Начинается непродолжительный бой — кайдзю испускает мощный электромагнитный импульс, уничтожая этим истребители. Он направляется в город, и его обнаруживают в аэропорту. В это время на пляже замечают отлив воды, поднимается цунами, которое затапливает весь город. Из воды поднимается Годзилла, который вступает в бой с кайдзю, но тот улетает на восток. Годзилла гонится за ним.
Учёные продолжают изучать данные о монстрах и вспоминают о существовании ещё одного кокона, который находится на складе радиоактивных отходов в Неваде, что вполне логично, потому что больше его негде было прятать. Военные немедленно обыскивают склад и обнаруживают огромную дыру и след, который ведёт к Лас-Вегасу. Второй ГННУС не умеет летать, но он больше первого и оказывается самкой, которая весьма успешно громит все казино Лас-Вегаса. Военные вычисляют траекторию встречи троицы, которая произойдёт в Сан-Франциско. За Годзиллой следит флот, держащийся от него на безопасном расстоянии и не причиняющий ему вреда. Чтобы избавиться от монстров, неизвестный военный аналитик предлагает уничтожить всех ядерной боеголовкой, которую разместят в 20 милях от побережья Сан-Франциско. Адмирал флота (Уильям Стенз) одобряет идею. Всё идёт по плану, пока поезд с боеголовками не перехватывает самка, после оставшуюся боеголовку перевозят на самолёте к Сан-Франциско, где с уже с корабля её атакует самец. Он несёт бомбу самке в качестве свадебного подарка. Объявляется эвакуация, Элли, уверенная, что вскоре к ней должен приехать Форд, прячется в укрытие. Скоро появляется и сам Годзилла. После неосмотрительной атаки со стороны военных он разрушает мост Золотые Ворота, хотя изначально планировал нырнуть под ним, и направляется в город. Самец ГННУСа нападает на ящера, начинается новая битва.
Военные посылают небольшие группы солдат обезвредить боеголовку, а в случае невозможности этого, транспортировать её на корабле как можно дальше от города. Десантники, в числе которых и Форд, приземляются едва ли не в центре схватки Годзиллы и ГННУСа. Десантники находят огромное гнездо самки ГННУСа, которая уже начала откладывать яйца после получения боеголовки,находившейся в гнезде. Пока самка отвлекается на Годзиллу и спешит на помощь самцу, боеголовку уносят. Сначала ящер одерживает вверх над ГННУСом, но неожиданно появляется самец. Пара сражается с Годзиллой, и вскоре тот оказывается поваленным на землю. ГННУСы бьют ящера в его слабые места, но Форд сжигает яйца самки, которая немедленно направляется к ним. Обнаружив, что они сожжены, а боеголовки нет, она приходит в ярость и обнаруживает Форда. Та собирается его убить, но тут сквозь дым и пепел появляются синие огни, которыми разгорается гребень Годзиллы, готовящегося нанести удар атомным дыханием. Самка отвлекается от Форда и получает мощный удар потоком плазмы. Но на Годзиллу нападает подоспевший самец. Десантники, пользуясь возможностью, грузят снаряд на корабль, но самка настигает их, и убивает всех, кроме Форда. В это время измученный схваткой с двумя врагами Годзилла наконец убивает самца, впечатав его ударом хвоста в небоскрёб.
Форд направляет катер с бомбой-боеголовкой в море, но его догоняет самка. В последний момент появляется Годзилла и направляет поток атомного дыхания в глотку самке, изжарив ей шею изнутри. После этого, оторвав ей голову, он падает без сил на берегу. Форд теряет сознание на лодке с боеголовкой, которая вот-вот взорвётся, но его спасают, поднимая на вертолёт. Боеголовка взрывается в океане, хоть и неподалёку, но, видимо, достаточно далеко, чтобы побережье избежало последствий радиации.
На утро в ходе спасательных работ из груд обломков выбираются из убежища уцелевшие жители мегаполиса. Форд встречает свою семью, а Сэризава с Грэм смотрят на лежащего Годзиллу. Годзилла приходит в себя, издаёт победный клич и уходит в океан. Все оставшиеся в живых аплодируют и одобрительно кричат в честь монстра, спасшего людскую расу.

## В ролях
| Актёр                | Роль                           |
| -------------------- | ------------------------------ |
| Аарон Тейлор-Джонсон | Форд Броуди                    |
| Брайан Крэнстон      | Джо Броуди                     |
| Элизабет Олсен       | Элли Броуди                    |
| Дэвид Стрэтэйрн      | адмирал Уильям Стенз           |
| Жюльет Бинош         | Сандра Броуди                  |
| Кэн Ватанабэ         | доктор Исиро Сэризава          |
| Салли Хокинс         | доктор Вивьен Грэм             |
| Си Джей Адамс        | юный Форд Броуди               |
| Ричард Тимоти Джонс  | капитан Рассел Хамптон         |
| Виктор Расук         | сержант Т. Моралес             |
| Патрик Сабонгуй      | старший лейтенант Маркус Уолтс |

## История создания
После того, как кинокомпания Toho в 2004 году выпустила фильм «Годзилла: Финальные войны», ознаменовавший собой пятидесятилетний юбилей всей франшизы, у американских продюсеров вновь появилась мысль снять свой фильм о ставшем популярным во всём мире динозавроподобном ящере.
Во второй половине 2000-х пресса пустила слух, что в 2009 году выйдет фильм «Годзилла против Смертлы» (также известный как «Godzilla 3D to the MAX»), который будет являться ремейком «Годзиллы против Хэдоры». Уже тогда режиссёром будущего фильма значился Гарет Эдвардс. Позже дату выхода перенесли на декабрь 2012 года, а затем на 2014. Несмотря на то, что тизер и постер фильма был показан на Comic-Con в Сан-Диего ещё в середине 2012 года, съёмки начались только в 2013 году, и проводились в Канаде с 18 марта по июнь 2013 года.
Основные съёмки фильма были завершены 13-14 июля.. Первый трейлер был опубликован 10 декабря 2013 года, при этом ролик так и не раскрыл внешнего облика Годзиллы. Второй трейлер, выпущенный 25 февраля 2014 года, имел большее количество законченных эпизодов с Годзиллой, в том числе и кадр морды чудовища. 29 апреля вышел Азиатский трейлер, в котором было отлично видно Годзиллу. Из него также понятно, что в фильме будет присутствовать ещё один монстр — М. У. Т. О. (в российском переводе названный Г.H.Н. У. С.).
Студия Legendary Pictures обратилась в суд, чтобы выгнать из проекта продюсеров Дэна Лина, Роя Ли и Дага Дэвисона. Студия подала жалобу на основании деклараторной защиты в Верховный суд Лос-Анджелеса, утверждая, что Лин, Ли и Дэвисон угрожали подать в суд, если студия воспользуется своим правом — попросить их покинуть проект. В жалобе также указывалось, что всё, что сделало это трио — это представило студии сценариста проекта.
Главную мужскую роль мог сыграть Джозеф Гордон-Левитт, но он отказался. На главные роли рассматривались Скут Макнейри, Генри Кавилл, Калеб Лэндри Джонс, Аарон Шанг.
Акира Такарада, сыгравший в оригинальном фильме про Годзиллу и пяти сиквелах, сказал в интервью, что у него была небольшая роль в фильме, но она не вошла в финальную версию.

### Бюджет
Точный бюджет фильма не оглашается, но по слухам, на производство ленты было потрачено в районе $160 млн. Режиссёр Гарет Эдвардс признался, что ему поначалу было непривычно иметь дело с большим бюджетом и съёмочной командой, состоящей из 400 человек, так как его предыдущий проект, фильм «Монстры» был куда скромнее и обошёлся ему всего в $500 тыс.

### Создание Годзиллы
Режиссёр Гарет Эдвардс описал Годзиллу как антигероя: «Годзилла, безусловно, является представлением гнева природы. Основной темой истории является борьба человека и природы, и Годзилла, конечно же, олицетворяет природу. Невозможно выиграть в этой схватке. Природа всегда будет победителем — в этом и заключается подтекст нашего фильма. Годзилла — это наказание, которого мы заслуживаем».
В январе 2014 года появилась информация, что монстр будет иметь рост 110 метров. Также специалист по эффектам Джим Ригель сообщил, что рост врагов Годзиллы будет 45 метров у самцов и 89,3 метров у самки, а механику сражения Годзиллы они основывали на наблюдении за животными, в особенности медведями и комодскими варанами.

### Съёмки

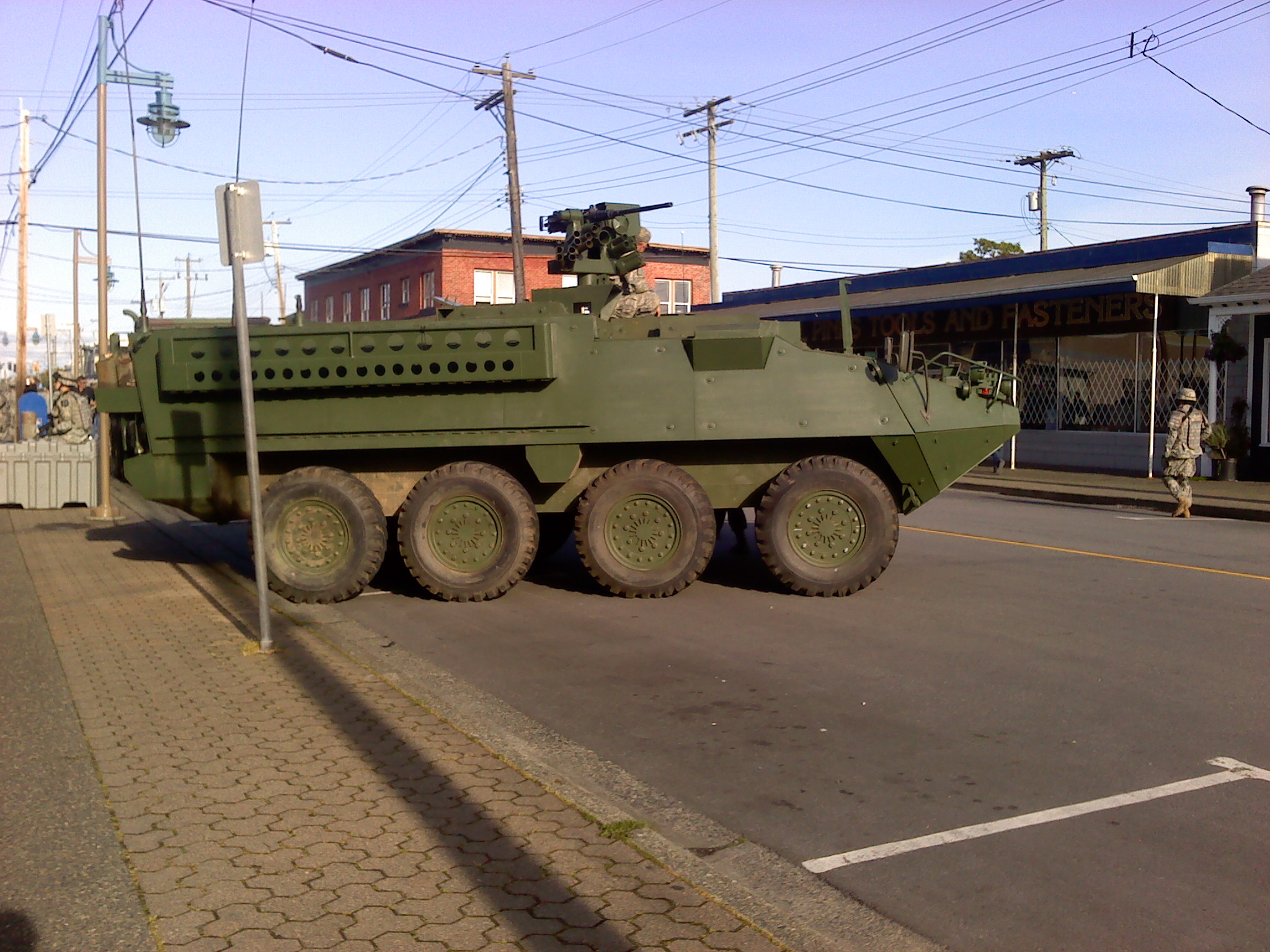
Деревянный макет Страйкера на съёмках фильма в Ричмонде

Съёмки фильма начались 18 марта в Ванкувере под рабочим названием «Наутилус». Дополнительно съёмки прошли на острове Ванкувер в Британской Колумбии, рядом с городами Нанаймо и Виктория.
В интервью Аарон Тейлор-Джонсон сказал, что на съёмках зелёные экраны почти не используются и снимают всё на месте, а компьютерные эффекты будут добавлены позднее.
Оператор Шеймас Макгарви хотел, чтобы сцены 1950-х годов имели «очищенный вид с приглушёнными цветами и размытыми границами». Чтобы добиться такого эффекта он снимал эти сцены на старомодный объектив 1960-х годов и затем оттенки чёрного в этих сценах окрасил в пурпурный цвет при помощи цифровой обработки. Хотя фильм был сделан с возможностью показа в 3D, большая часть показов будет в 2D. Макгарви решил снимать фильм как если бы он был только в 2D, поскольку ему не нравится работать с оборудованием для съёмок 3D фильмов и ощущения при просмотре их в кинотеатрах.
Съёмки также прошли на трёх американских авианосцах: Carl Vinson, Nimitz и Ronald Reagan. Военно-морские силы США помогали в производстве фильма, в то же время Корпус морской пехоты отказался от участия после знакомства со сценарием.

## Отзывы
Фильм получил в целом положительные отзывы. На сайте Rotten Tomatoes на основе 231 обзоров фильм имеет рейтинг 73 % со средним баллом 6,6 из 10. На сайте Metacritic фильм имеет оценку 62/100.
Empire дал фильму 3 звезды из 5, похвалив за работу над фильмом и сражение монстров, но при этом раскритиковав неспособность фильма совместить неправдоподобную завязку и шаблонных персонажей, доставшихся от оригинала, с серьёзным повествованием новой работы.

## Сиквел
Эдвардс утверждал, что ему хотелось бы сделать самостоятельный фильм с определённой концовкой и он против концовки, которая подразумевала бы сиквел. По его словам, если фильм окажется успешным, то он не против продолжения, но при этом ему хотелось бы, чтобы фильм оставлял впечатление завершённой работы.
На WonderCon 2013 Гильермо дель Торо выразил интерес к возможному кроссоверу «Годзиллы» с «Тихоокеанским рубежом» — другой картиной Legendary Pictures о кайдзю — но при этом отметил, что на данный момент таких планов нет.
18 мая 2014 года, после успешной премьеры и сборов, превышающих 196 млн долларов, было анонсировано, что работа над сиквелом «Годзиллы» уже официально началась.
В мае 2016 года Гарет Эдвардс объявил, что покидает пост режиссера сиквела «Годзиллы». Чуть позже было объявлено, что сиквел выйдет в 2019, а режиссёром выступит Майкл Догерти.

## Награды
- 2015 — номинирован на премию Сатурн (Александр Деспла).
- 2015 — номинирован на премию Японской академии.
- 2015 — номинирован на премию Chainsaw Award (Гарет Эдвардс).
- 2015 — номинирован на премию Gold Derby Award.
- 2015 — номинирован на премию Золотой трейлер (Warner Bros. и Ignition Print).
- 2015 — номинирован на премию HFCS Award.
- 2015 — номинирован на премию Creative Arts Award.
- 2015 — номинирован на премию IFMCA Award (Александр Деспла).
- 2015 — номинирован на премию INOCA (Тим ЛеБланк, Грегг Ландакер, Рик Клайн, Дэвид Альварез, Джим Ригил, Гийом Рошерон, Кен МакГо Джоэл Вист).
- 2015 — номинирован на премию Seattle Film Critics Award.
- 2015 — номинирован на премию SXSW Film Design Award (Кайл Купер).
- 2015 — номинирован на премию Молодой актёр (Карсон Болд).
- 2014 — номинирован на премию Awards Circuit Community Awards.
- 2014 — номинирован на премию Golden Schmoes.
- 2014 — номинирован на премию Золотой трейлер (Warner Bros., Trailer Park, Aspect Ratio, Open Road Entertainment, Ignition Creative)
- 2014 — номинирован на премию HPA Awards (Тим ЛеБланк, Грегг Ландакер, Рик Клайн, Эрик Аадаль, Этан Ван дер Рин, Warner Bros. Sound).
- 2014 — номинирован на премию Teen Choice Award
- 2014 — номинирован на премию Joey Award (Карсон Болд).

### Премии
- 2015 — премия Seattle Film Critics Award (Тим ЛеБланк, Грегг Ландакер, Рик Клайн, Дэвид Альварез, Эрик Аадаль).
- 2014 — премия Золотой трейлер (Warner Bros., Aspect Ratio, Ignition Creative).
- 2014 — премия Flicker Award (Гарет Эдвардс).
- 2014 — премия World Soundtrack Award (Александр Деспла).